# Фер Плејн (Мичиген)
Фер Плејн (енгл. Fair Plain) насељено је место без административног статуса у америчкој савезној држави Мичиген.

## Демографија
По попису из 2010. године број становника је 7.631, што је 197 (-2,5%) становника мање него 2000. године.
| Група             | 2000.         | 2010.         |
| Белци             | 3.771 (48,2%) | 3.194 (41,9%) |
| Афроамериканци    | 3.712 (47,4%) | 3.943 (51,7%) |
| Азијати           | 52 (0,7%)     | 64 (0,8%)     |
| Хиспаноамериканци | 131 (1,7%)    | 249 (3,3%)    |
| Укупно            | 7.828         | 7.631         |